# پلاک رند

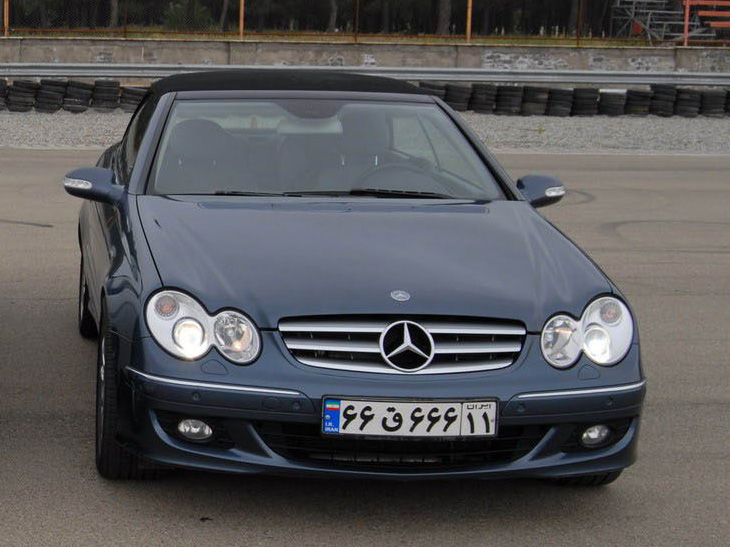
پلاک رند «۶۶۶ق۶۶ ایران ۱۱» نصب شده روی مرسدس بنز سی‌ال‌کی ۳۵۰ کروکی

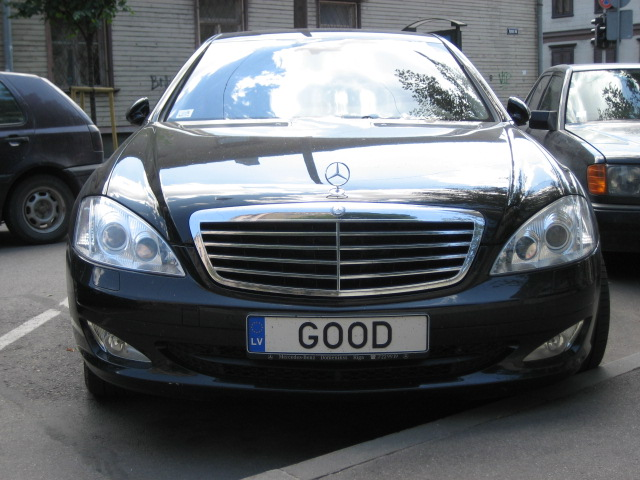
پلاک خاص با عبارت «خوب» از جمهوری لتونی نصب شده روی مرسدس اس کلاس

پلاک رُند (به انگلیسی: Vanity plate) به گونه‌ای از پلاک خودرو گویند که در آن تعدادی ارقام یک شکل به‌صورت متصل (پشت سر هم) یا منفصل بکار رفته باشد، یا ارقام آن از الگوی خاصی تبعیت کند. پلاک رند عملاً معادل ایرانی پلاک‌های خاص (به انگلیسی: vanity plate) در خارج از ایران است که در آنها عبارات معنی‌دار وجود دارد. دلیل این اختلاف، استفاده از حروف الفبا تنها در یک محل از نویسه‌های پلاک خودرو در ایران است.
در ایران مرکز شماره‌گذاری و پلاک پلیس راهنمایی و رانندگی ناجا که مسئول صدور پلاک خودرو است برخلاف دیگر کشورها هیچ طرح مدونی برای فروش قانونی شماره‌های رند به‌صورت گران‌تر یا حراج ندارد. بنابراین در شکل خوشبینانه دریافت کنندگان پلاک رند، تصادفی (به انگلیسی: random) هستند؛ اگرچه واقعیت پشت پرده نشان از دریافت پول در ازای پلاک رند توسط واسطه‌ها دارد.
در امارات متحده عربی جنگ بین متمولین سالهاست از رند بودن فراتر رفته و به نزدیکتر بودن به رقم «۱» در هر شیخ‌نشین انجامیده‌است. امارات از معدود کشورهایی است که در آن تعداد ارقام پلاک می‌تواند یک یا بیشتر باشد.